# إنا غريغوري
إنا غريغوري (بالإنجليزية: Ena Gregory) هي ممثلة أسترالية، ولدت في 18 أبريل 1906 في سيدني في أستراليا، وتوفيت في 13 يونيو 1993 في لاغونا بيتش في الولايات المتحدة.

## وصلات خارجية
- إنا غريغوري على موقع IMDb (الإنجليزية)
- إنا غريغوري على موقع أول موفي (الإنجليزية)
- إنا غريغوري على موقع قاعدة بيانات الأفلام السويدية (السويدية)
- إنا غريغوري على موقع قاعدة بيانات الفيلم (الإنجليزية)
- إنا غريغوري على موقع كينوبويسك (الروسية)